# Lijst van voetbalinterlands Estland - Tsjechië
Deze lijst van voetbalinterlands is een overzicht van alle officiële voetbalwedstrijden tussen de nationale teams van Estland en Tsjechië. De landen speelden tot op heden vijf keer tegen elkaar. De eerste ontmoeting, een kwalificatiewedstrijd voor het Europees kampioenschap voetbal 2000, werd gespeeld in Teplice op 14 oktober 1998. Het laatste duel, een kwalificatiewedstrijd voor het Wereldkampioenschap voetbal 2022, vond plaats op 16 november 2021 in Praag.

## Wedstrijden
| № | Plaats  | Datum            | Competitie           | Wedstrijd          | Uitslag |
| - | ------- | ---------------- | -------------------- | ------------------ | ------- |
| 1 | Teplice | 14 oktober 1998  | EK 2000 kwalificatie | Tsjechië – Estland | 4 – 1   |
| 2 | Tallinn | 5 juni 1999      | EK 2000 kwalificatie | Estland – Tsjechië | 0 – 2   |
| 3 | Teplice | 6 juni 2004      | Vriendschappelijk    | Tsjechië – Estland | 2 – 0   |
| 4 | Lublin  | 24 maart 2021    | WK 2022 kwalificatie | Estland – Tsjechië | 2 − 6   |
| 5 | Praag   | 16 november 2021 | WK 2022 kwalificatie | Tsjechië − Estland | 2 − 0   |

## Samenvatting
| Competitie        | Totaal gespeeld | Winst Estland | Gelijk | Winst Tsjechië | Doelsaldo Estland – Tsjechië |
| ----------------- | --------------- | ------------- | ------ | -------------- | ---------------------------- |
| WK-kwalificatie   | 2               | 0             | 0      | 2              | 2 − 8                        |
| EK-kwalificatie   | 2               | 0             | 0      | 2              | 1 − 6                        |
| Vriendschappelijk | 1               | 0             | 0      | 1              | 0 − 2                        |
| Totaal            | 5               | 0             | 0      | 5              | 3 − 16                       |

Wedstrijden bepaald door strafschoppen worden, in lijn met de FIFA, als een gelijkspel gerekend.

## Details

### Eerste ontmoeting
| EK 2000 kwalificatie (Teplice, Tsjechië, 14 oktober 1998): |              | |
| Tsjechië | 4 – 1        | Estland |
| Pavel Nedvěd 8' Patrik Berger 20' Patrik Berger 38' Janek Meet 45' (e.d.)                                                                                             | goals        | 90+1' Argo Arbeiter |
| Jozef Chovanec | bondscoach   | Teitur Þórðarsson |
| Tomáš Poštulka Radoslav Látal Jan Suchopárek Pavel Nedvěd Tomáš Votava 53' Tomáš Řepka Jiří Němec Patrik Berger Vratislav Lokvenc 61' Vladimír Šmicer Radek Bejbl 80' | opstellingen | Mart Poom 46' Maksim Smirnov Janek Meet Sergei Hohlov-Simson Urmas Rooba Viktor Alonen 64' Sergei Terehhov Andres Oper 46' Kristen Viikmäe Martin Reim Indrek Zelinski |
| Karel Rada 53' Pavel Kuka 61' Martin Čížek 80' | wissels      | 46' Argo Arbeiter 46' Raivo Nömmik 64' Ivan O'Konnel-Bronin |
| Tomáš Votava 31' Jan Suchopárek 67' | gele kaarten | 20' Sergei Hohlov-Simson 46' Andres Oper 50' Argo Arbeiter |

### Tweede ontmoeting
| EK 2000 kwalificatie (Tallinn, Estland, 5 juni 1999): |              | |
| Estland | 0 – 2        | Tsjechië |
| | goals        | 45' Patrik Berger 84' Jan Koller |
| Teitur Þórðarson | bondscoach   | Jozef Chovanec |
| Mart Poom Marek Lemsalu Urmas Kirs Sergei Hohlov-Simson Erko Saviauk Viktor Alonen 65' Sergei Terehhov 80' Martin Reim Marko Kristal Andres Oper Kristen Viikmäe | opstellingen | Pavel Srníček Tomáš Řepka Jan Suchopárek 87' Pavel Nedvěd Michal Horňák Martin Hašek Jiří Němec Karel Poborský 71' Vratislav Lokvenc 66' Vladimír Šmicer Patrik Berger |
| Maksim Smirnov 65' 74' Ivan O'Konnel-Bronin 74' Mark Švets 80'                                                                                                   | wissels      | 66' Pavel Kuka 71' Jan Koller 87' Tomáš Galásek |
| Sergei Hohlov-Simson 63' | gele kaarten | |

### Derde ontmoeting
| Vriendschappelijk (Teplice, Tsjechië, 6 juni 2004): |              | |
| Tsjechië | 2 – 0        | Estland |
| Milan Baroš 6' Milan Baroš 22' | goals        | |
| Karel Brückner | bondscoach   | Arno Pijpers |
| Petr Čech 46' Zdeněk Grygera 46' Tomáš Ujfaluši 46' Tomáš Galásek 46' Marek Jankulovski 46' Karel Poborský 46' Jan Koller 46' Tomáš Rosický Pavel Nedvěd 46' Martin Jiránek 72' Milan Baroš 36' | opstellingen | Martin Kaalma Teet Allas Taavi Rähn Enar Jääger 74' Ragnar Klavan Martin Reim 78' Ott Reinumäe Joel Lindpere Kristen Viikmäe 90+1' Vjatšeslav Zahovaiko 87' Tarmo Kink |
| Marek Heinz 36' Antonín Kinský 46' Pavel Mareš 46' René Bolf 46' Vladimír Šmicer 46' Štěpán Vachoušek 46' Tomáš Hübschman 46' Roman Týce 46' Jaroslav Plašil 46' David Rozehnal 72'             | wissels      | 74' Erko Saviauk 78' Aleksander Saharov 87' Ingemar Teever 90+1' Marko Kristal                                                                                         |
| Jaroslav Plašil 72' | gele kaarten | |

EJL · A-internationals · Bondscoaches · Statistieken · Estisch vrouwenelftal · Olympisch elftal · Estland U21 · Estland U20 · Estland U19 · Estland U18 · Estland U17 · Estland U16
1920 – 1929 ·
1930 – 1939 ·
1940 – 1949 ·
1950 – 1990 · 
1990 – 1999 ·
2000 – 2009 ·
2010 – 2019 ·
2020 − 2029
OS 1924
1920 ·
1921 ·
1922 ·
1923 ·
1924 ·
1925 ·
1926 ·
1927 ·
1928 ·
1929 · 
1930 · 
1931 · 
1932 · 
1933 · 
1934 · 
1935 · 
1936 · 
1937 · 
1938 · 
1939 · 
1940 · 
1941 · 
1942 · 
1943 · 1944 · 
1945 · 
1946 · 
1947 · 
1948 · 
1949 · 
1950 – 1990 · 
1991 · 
1992 · 
1993 · 
1994 · 
1995 · 
1996 · 
1997 · 
1998 · 
1999 · 
2000 · 
2001 · 
2002 · 
2003 · 
2004 · 
2005 · 
2006 · 
2007 · 
2008 · 
2009 · 
2010 · 
2011 · 
2012 · 
2013 · 
2014 · 
2015 · 
2016 ·
2017 ·
2018 ·
2019 ·
2020
Albanië ·
Andorra ·
Angola ·
Antigua en Barbuda ·
Argentinië ·
Armenië ·
Azerbeidzjan ·
België ·
Bosnië-Herzegovina ·
Brazilië ·
Bulgarije ·
Canada ·
Chili ·
China ·
Cyprus ·
Denemarken ·
Duitsland ·
Ecuador ·
Egypte ·
El Salvador ·
Engeland ·
Equatoriaal-Guinea ·
Faeröer ·
Fiji ·
Filipijnen ·
Finland ·
Frankrijk ·
Georgië · 
Gibraltar ·
Griekenland ·
Hongarije ·
Hongkong ·
Ierland ·
IJsland ·
Indonesië ·
Irak ·
Israël ·
Italië ·
Jordanië ·
Kazachstan ·
Kirgizië ·
Kroatië ·
Letland ·
Libanon ·
Liechtenstein ·
Litouwen ·
Luxemburg ·
Malta ·
Marokko ·
Mexico ·
Moldavië ·
Montenegro ·
Nederland ·
Nieuw-Caledonië ·
Nieuw-Zeeland ·
Noord-Ierland ·
Noord-Macedonië ·
Noorwegen ·
Oekraïne ·
Oezbekistan ·
Oman ·
Oostenrijk ·
Polen ·
Portugal ·
Qatar ·
Roemenië ·
Rusland ·
Saint Kitts en Nevis ·
San Marino ·
Saoedi-Arabië ·
Schotland ·
Servië ·
Slovenië ·
Slowakije · 
Spanje ·
Tadzjikistan ·
Thailand ·
Trinidad en Tobago ·
Tsjechië ·
Turkije ·
Turkmenistan ·
Uruguay ·
Vanuatu ·
Venezuela ·
Verenigde Arabische Emiraten ·
Verenigde Staten ·
Vietnam ·
Wales ·
Wit-Rusland ·
Zweden ·
Zwitserland
FAČR · A-internationals · Bondscoaches · Selecties · Statistieken · Tsjechisch vrouwenelftal · Olympisch elftal · Tsjechië U21 · Tsjechië U20 · Tsjechië U19 · Tsjechië U18 · Tsjechië U17 · Tsjechië U16
EK 1996 · 
EK 2000 · 
EK 2004 · 
EK 2008 · 
EK 2012 · 
EK 2016 · 
EK 2020
WK 1998 · 
WK 2002 · 
WK 2006 · 
WK 2010 · 
WK 2014 · 
WK 2018 · 
WK 2022
OS 2000
1906 · 1907 · 1908 · 1909 – 1938 · 1939 · 1940 – 1993 · 1994 · 1995 · 1996 · 1997 · 1998 · 1999 · 2000 · 2001 · 2002 · 2003 · 2004 · 2005 · 2006 · 2007 · 2008 · 2009 · 2010 · 2011 · 2012 · 2013 · 2014 · 2015 · 2016 · 2017 · 2018 · 2019 · 2020 · 2021
Albanië ·
Andorra ·
Armenië ·
Australië ·
Azerbeidzjan ·
België ·
Bosnië en Herzegovina ·
Brazilië ·
Bulgarije ·
Canada ·
China ·
Costa Rica ·
Cyprus ·
Denemarken ·
Duitsland ·
Engeland ·
Estland ·
Faeröer ·
Finland ·
Frankrijk ·
Georgië ·
Ghana ·
Griekenland ·
Hongarije ·
Ierland ·
IJsland ·
Israël ·
Italië ·
Japan ·
Joegoslavië ·
Kazachstan ·
Koeweit ·
Kosovo ·
Kroatië ·
Letland ·
Libanon ·
Liechtenstein ·
Litouwen ·
Luxemburg ·
Malta ·
Marokko ·
Mexico ·
Moldavië ·
Montenegro ·
Nederland ·
Nigeria ·
Noord-Ierland ·
Noord-Macedonië ·
Noorwegen ·
Oekraïne ·
Oostenrijk ·
Paraguay ·
Peru ·
Polen ·
Portugal ·
Qatar ·
Roemenië ·
Rusland ·
San Marino ·
Saoedi-Arabië ·
Schotland ·
Servië ·
Slovenië ·
Slowakije ·
Spanje ·
Trinidad en Tobago ·
Turkije ·
Uruguay ·
Verenigde Arabische Emiraten ·
Verenigde Staten ·
Wales ·
Wit-Rusland ·
Zuid-Afrika ·
Zuid-Korea ·
Zweden ·
Zwitserland
Denemarken (2021) · 
Duitsland (1996, 2) · 
Engeland (2021) · 
Ghana (2006) · 
Griekenland (2012) · 
Italië (2006) · 
Kroatië (2016) · 
Kroatië (2021) · 
Nederland (2021) · 
Polen (2012) · 
Portugal (2008) · 
Portugal (2012) · 
Rusland (2012) · 
Schotland (2021) · 
Spanje (2016) · 
Turkije (2008) · 
Verenigde Staten (2006) ·
Zwitserland (2008)